# (32206) 2000 OM6
2000 OM6 (asteroide 32206) é um asteroide da cintura principal. Possui uma excentricidade de 0.22044340 e uma inclinação de 5.90316º.
Este asteroide foi descoberto no dia 29 de julho de 2000 por LINEAR em Socorro.